# اسکینک بی‌پای دماغه
اسکینک بی‌پای دماغه (نام علمی: Acontias meleagris) نام یک گونه از تیره سقنقور است. این گونه در دماغه جنوبی واقع در آفریقای جنوبی یافت می‌شود.